# Tomoji Eguchi
Tomoji Eguchi (jap. 江口 倫司 Eguchi Tomoji; ur. 22 kwietnia 1977) – japoński piłkarz występujący na pozycji napastnika.

## Kariera klubowa
Od 1996 do 2003 roku występował w klubach Vissel Kobe i Avispa Fukuoka.